# Inverso Pinasca
Inverso Pinasca (en français Envers Pinache) est une commune de la ville métropolitaine de Turin, dans le Piémont, en Italie.

## Administration
| Période                                  | Période | Identité | Étiquette | Qualité |
| ---------------------------------------- | ------- | -------- | --------- | ------- |
|                                          |         |          |           |         |
| Les données manquantes sont à compléter. |         |          |           |         |

### Hameaux
Fleccia, Grange, Pian Maurin, Chianavasso, etc.

### Communes limitrophes
Perosa Argentina, Pinasca, Pomaretto, Villar Perosa, Pramollo, San Germano Chisone.